# Гутмахер, Александр Маркович
Александр Маркович Гутмахер (псевдоним А. М. Гущин; 1864—1921) — российский журналист, краевед, автор книг и публикаций о Таганроге.
Учился в гимназиях Таганрога и Ростова-на-Дону. Затем продолжил изучать науки в Горном училище в Екатеринославской губернии.
Увлекался русской литературой. В сборнике «Таганрогские мотивы» опубликовал, в частности, статью «Таганрогские таланты» об А. П. Чехове и Н. Ф. Щербине; сохранилось несколько писем Гутмахера Чехову. Печатался в «Курьере», «Русском слове», «Журнале для всех», «Новом слове», «Жизни», «Русской молве» и других периодических изданиях.

## Избранное
- «Таганрогские мотивы» (сборник очерков, Харьков, 1894)
- «Рассказы» (т. 1, Санкт-Петербург, 1910)
- «Новые рассказы» (Санкт-Петербург, 1911)